# Mehmed oszmán herceg
Mehmed herceg (1521–1543) I. Szulejmán oszmán szultán és Hürrem szultána első gyermeke volt.
1521-ben született. Hürrem azt szerette volna, hogy apja után ő kerüljön a trónra nem pedig I. Szulejmán oszmán szultán és Mahidevran hatun legidősebb fia Musztafa herceg. Célja érdekében mindent megtett. A két testvér azonban jóban volt egymással, Mehmed felnézett Musztafára. Mehmed 1543-ban részt vett apjával Székesfehérvár és Esztergom ostromában, ahol a törökök bevették mindkét várost. A herceg himlő áldozata lett, de egyes történészek szerint a legidősebb herceg Musztafa herceg anyja, Mahidevran hatun által mérgezték meg. Apjukat így nem ő, hanem fivére, II. Szelim oszmán szultán követte a trónon.
Felesége Esmehan Baharnaz szultána volt, Szulejmán húgának, Sah szultánának a lánya. Egy gyermekük született, Hümaşah szultána.
A Szulejmán (Muhteşem Yüzyıl) című tévésorozatban Gürbey İleri alakítja.

## Fordítás
- Ez a szócikk részben vagy egészben  a(z)   Şehzade Mehmed című angol Wikipédia-szócikk fordításán alapul.  Az eredeti cikk szerkesztőit annak laptörténete sorolja fel. Ez a jelzés csupán a megfogalmazás eredetét és a szerzői jogokat jelzi, nem szolgál a cikkben szereplő információk forrásmegjelöléseként.